# Ann-Christin Langmaack
Ann-Christin Langmaack es una deportista alemana que compitió en natación. Fue medalla de bronce durante el Campeonato Europeo de Natación en Piscina Corta de 2001, en la prueba de 4x50 metros estilo libre.

## Palmarés internacional
| Campeonato Europeo en Piscina Corta | Campeonato Europeo en Piscina Corta | Campeonato Europeo en Piscina Corta | Campeonato Europeo en Piscina Corta |
| Año                                 | Lugar                               | Medalla                             | Prueba                              |
| ----------------------------------- | ----------------------------------- | ----------------------------------- | ----------------------------------- |
| 2001                                | Amberes (Bélgica)                   | Medalla de bronce                   | 4 × 50 m libre                      |